# Resolució 1830 del Consell de Seguretat de les Nacions Unides
La Resolució 1830 del Consell de Seguretat de les Nacions Unides fou adoptada per unanimitat el 7 d'agost de 2008. El Consell va decidir ampliar el mandat del Representant Especial del Secretari General i de la Missió d'Assistència de les Nacions Unides per a l'Iraq (UNAMI), d'acord amb la petició del Govern de l'Iraq i tal com es disposa a la resolució 1770 (2007).

## Detalls
Reconeixent que la seguretat del personal de les Nacions Unides era essencial perquè la UNAMI dugués a terme el seu treball, el Consell demana al Govern de l'Iraq i altres estats membres que segueixin proporcionant seguretat i suport logístic a la presència de les Nacions Unides al país. En aquest sentit, el Consell va acollir amb beneplàcit les contribucions dels Estats membres en proporcionar a la UNAMI els recursos financers, logístics i de seguretat i el suport que necessitava per complir la seva missió.
Expressant la seva intenció de revisar el mandat de la Missió en 12 mesos o més aviat, si ho demana el Govern iraquià, el Consell va demanar al Secretari General que informés trimestralment dels progressos realitzats en el compliment de totes les responsabilitats de la UNAMI.